# Пул-8

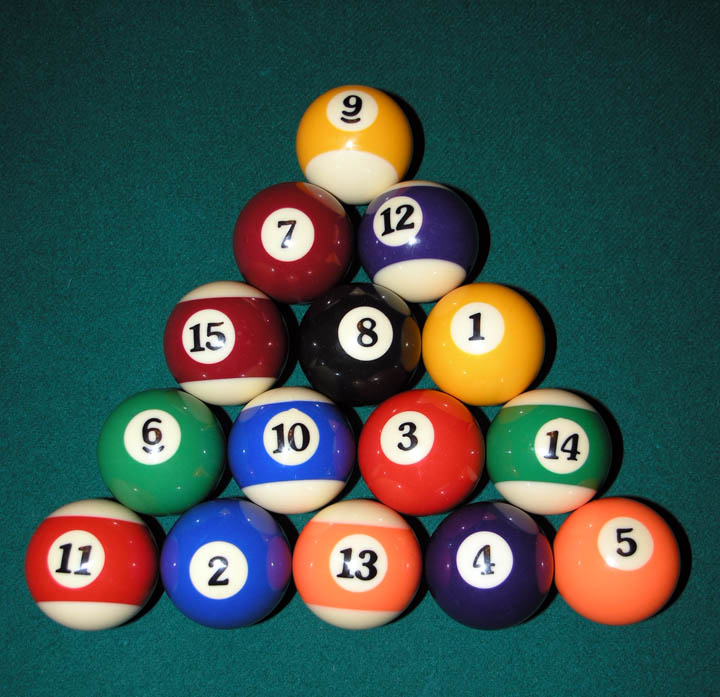
Пирамида из 15 шаров для пула-8

Пул-8 или «бильярд-восьмёрка» (англ. eight-ball, 8-ball) — разновидность американского пула, одна из самых популярных бильярдных игр в мире, по которой проводятся соревнования среди любителей и профессионалов (помимо бильярда-девятки или пула-9). Игра в восьмёрку проводится на стандартном столе с шестью лузами и 16 шарами — белый биток, семь «полосатых» шаров, семь «цветных» шаров и чёрный шар под номером 8. Цель игры состоит в том, чтобы после разбоя забить все шары одной группы (либо «полосатые», либо «цельные»), а в конце забить без нарушений шар с номером 8. Тот, кто это сделает, выигрывает партию. Встречаются разные дополнения к правилам пула-8, варьирующиеся от страны к стране. Среди них выделяется английский вариант, известный как блэкбол.

## История
Считается, что пул-8 произошёл от американской игры, изобретённой в начале XX века (первые записи 1908 года) и носившей название B.B.C. Co. Pool (использовалось ещё в 1925 году) по имени производителя Brunswick-Balke-Collender Company. В этой игре использовались по семь жёлтых и красных шаров, чёрный шар и биток. В настоящее время в мире в пуле-8 используются разноцветные шары (за исключением британского блэкбола). Правила этой игры, которые являются наиболее простыми по сравнению с другими разновидностями бильярда, впервые официально приняты в 1940 году.

## Основные правила
Партии в американский бильярд-восьмёрка играются как профессионалами, так и любителями. Тем не менее, встречаются несколько сводов правил, претендующих на то, чтобы считаться официальными правилами. Некоммерческая Всемирная ассоциация пула, куда входят региональные и национальные ассоциации, некоторые из которых были образованы намного раньше (Американский бильярдный конгресс), предложила наиболее часто используемый набор правил, который используется в любительских и соревнованиях в настоящее время (с некоторыми возможными отличиями). Собственные правила используют Американская и Канадская ассоциации игроков в пул, а также Ассоциация Национальной лиги Valley пула-8 и Американский бильярдный конгресс.

### Снаряжение
Стандартные размеры стола — 2,7 на 1,4 м, хотя в некоторых турнирах определённым ассоциациями допускается использовать столы размером 2,1 на 1,1 м. Используются также столы начала XX века размеров 3 на 1,5 м. Всемирная ассоциация пула использует стандартные столы, а любительские лиги других ассоциаций — столы меньших размеров, дабы на одной площадке можно было разместить больше таких столов.
На столе устанавливаются биток и 15 шаров: семь «сплошных» шаров разных цветов, пронумерованные от 1 до 7; семь шаров с полосами тех же цветов, пронумерованные от 9 до 15, и чёрный шар под номером 8. Цвета шаров следующие:
- 1 и 9 — жёлтый
- 2 и 10 — синий
- 3 и 11 — красный
- 4 и 12 — фиолетовый (для телетрансляций — розовый)
- 5 и 13 — оранжевый
- 6 и 14 — зелёный
- 7 и 15 — коричневый (для телетрансляций — бежевый)
- 8 — чёрный
- биток — белый

### Расстановка
15 шаров с восьмёркой в центре устанавливаются с помощью бильярдного треугольника. Основание этого треугольника параллельно ширине стола, сам треугольник расположен вершиной в сторону битка (шар на задней отметке). Шары расположены плотно друг к другу; порядок их произвольный, за исключением чёрного шара под номером 8 и двух угловых шаров (один из них «сплошной», другой — «полосатый»). Биток располагается в любой точке дома, но не за пределами линии дома.

### Разбой

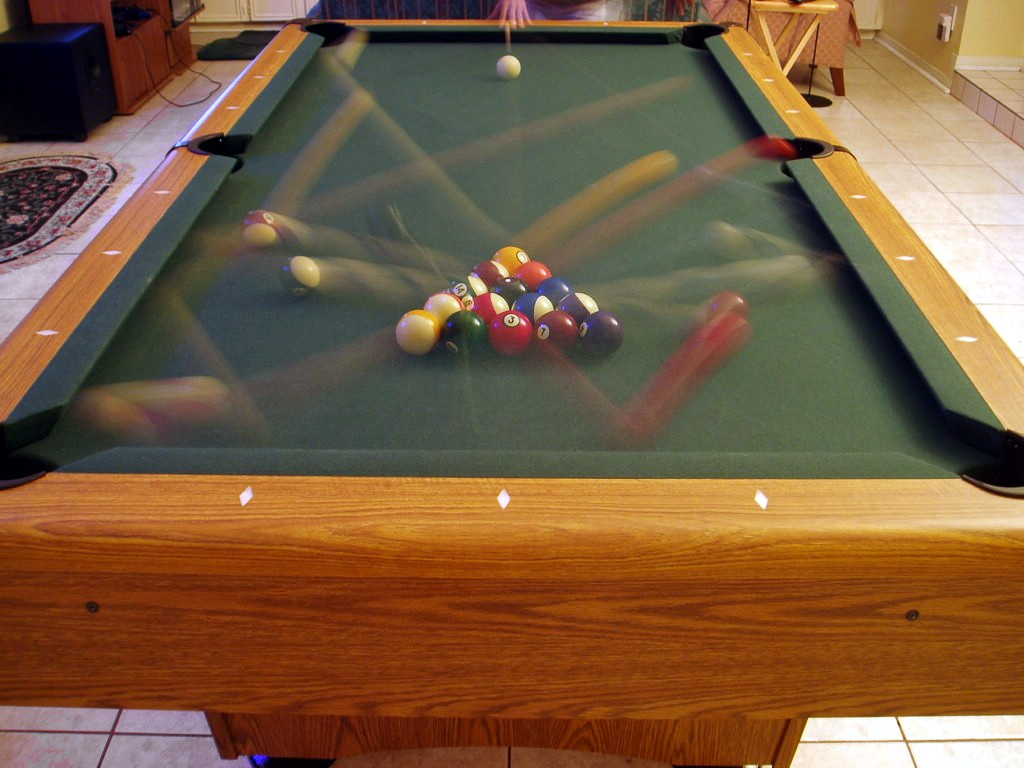
Разбой в пуле-8 (фотография с большой выдержкой)

Игроки путём жребия определяют, кто будет проводить разбой. Разбой осуществляется ударом кия по битку, который должен разбить пирамиду из 15 шаров. В большинстве лиг один игрок устанавливает пирамиду из шаров, а другой её разбивает; иногда случается и наоборот, когда игрок разбивает свою же пирамиду. Чтобы разбой был успешным, необходимо, чтобы как минимум четыре шара срикошетили от бортов или хотя бы один прицельный шар попал в лузу. Если разбой оказался неудачным, противник может или нанести удар битком с той точки, где тот остановился, или потребовать повторно провести разбой (сделать это может любой игрок).
Если в результате разбоя в лузу попал чёрный шар, то разбивающий либо может восстановить шар на столе и разыграть образовавшуюся позицию, или повторить разбой. Если в лузу угодил ещё и биток, то право выбора отдаётся оппоненту — или восстановить чёрный шар на столе и вернуть биток в дом и разыграть снова партию, или потребовать повторного выставления всех шаров и проведения нового разбоя. В некоторых региональных вариациях пула-8 с попаданием чёрного шара в лузу партия может завершиться досрочной победой/поражением, даже толком не начавшись.

### Очерёдность ходов
Игрок наносит удары до тех пор, пока не совершит фол или пока не сможет нанести правильный удар по прицельному шару (вне зависимости от того, умышленно было сделано или нет). После этого очередь переходит к другому игроку. В этом ключе и протекает значительная часть игры. Если игрок совершил фол, то другой игрок имеет право установить биток где угодно на столе, если только это произошло не в ходе разбоя.

### Выбор группы прицельных шаров
Стол считается «открытым» в начале игры — игроки могут забивать в лузу какие угодно шары. «Открытым» стол остаётся до тех пор, пока один игрок по правилам не забьёт хотя бы один прицельный шар (кроме восьмёрки) после разбоя. После этого игроку приписывают группу шаров, которые он должен забить по ходу игры — или «сплошные» (от 1 до 7), или «полосатые» (от 9 до 15). Логично, что другому игроку достаётся другая группа прицельных шаров. Если непосредственно при разбое или в результате фола в лузу залетел хотя бы один шар, то он не засчитывается. Если игрок загнал шары двух разных групп в лузу, то он может решить, кому какая группа достанется.
После выбора группы она остаётся закреплённой за игроком на всю партию. Игрок должен бить битком в первую очередь по прицельным шарам своей группы, в противном случае ему засчитывается фол, а ход переходит к противнику. Только после того, как игрок забьёт все прицельные шары своей группы и тем самым произведёт «зачистку стола», он получает право забить «восьмёрку».

### Восьмёрка
Забив все прицельные шары своей группы, игрок получает право забить чёрный шар под номером 8. Сначала он должен заказать лузу — то есть указать, куда он будет пытаться загнать восьмой шар — а затем уже нанести свой удар, чтобы выиграть партию. Если в результате шар вылетит со стола — игроку засчитывается поражение. Если был забит черный шар и биток вместе, игроку засчитывается поражение. Если шар будет забит не в ту лузу или забит с фолом — игроку также засчитывается поражение (в некоторых случаях за фол вне зависимости от того, был ли забит чёрный шар или нет, могут засчитать поражение). Если биток был забит, но черный шар остался на столе , 
игроку засчитывается поражение. 
Согласно официальным правилам, игра в пул-8 и пул-9 завершится только тогда, когда ключевой шар уже не будет находиться на столе — в зависимости от обстоятельств противник того, кто забил этот самый шар, в итоге может оказаться победителем. В некоторых лигах (например, Американская ассоциация любителей пула), подобное правило не действует. Официальный свод правил приняли в сезоне 2008/2009 Ассоциация Национальной лиги Valley пула-8, Лига пула при Американском бильярдном конгрессе и Лига пула США.

### Победа
Победа присуждается игроку, если произошло одно из следующих событий, которое совершил либо игрок, либо его противник:
- Игрок забил прицельные шары своей группы и затем отправил в заказанную лузу чёрный шар под номером 8.
- Противник игрока забил шар под номером 8 раньше времени (например, до завершения зачистки стола или тем же ударом, что и произведена зачистка стола) или же не в ту лузу, которую заказывал; либо же сделал это с нарушением (например, загнал биток в лузу или выбил его со стола).
  - Если в заказанную лузу был загнан чёрный шар, а уже потом закатился в какую-то лузу и биток, то сделавший это игрок проигрывает.
- Противник игрока выбил восьмой шар со стола.

### Фолы и спорные ситуации
При совершении фола ход переходит противнику, а тот имеет право поставить биток куда угодно, чтобы совершивший фол игрок не извлёк преимущества из ситуации (в пуле-9 похожее действие называется пуш-аут, но выполняется после результативного удара).
- Игрок битком не попал по прицельному шару своей группы (или восьмёрке после зачистки стола) прежде, чем совершил контакт с другими шарами (если таковые есть).
- Исключением является сплит, когда игрок одновременно попадает битком по шарам разных групп.
- Ни один шар не коснулся борта стола и не был загнан после того, как произошёл контакт с первым прицельным шаром группы (или восьмёркой, если удар наносится после зачистки стола).
- Если при попытке забить шар в лузу шар выскочил из неё, то его всё же засчитывают и продолжают игру.
- Игрок должен стоять хотя бы одной ногой на полу при нанесении удара. От этого правила можно отходить при проведении соревнований, в которых участвуют лица с ограниченными возможностями или в которых не предусмотрено использование механического мостика.
- Фолы с битком:
  - Загнан в лузу.
  - Удар по битку нанесён до того, как остановились все шары после предыдущего удара.
  - Биток не попал ни по одному шару.
  - По битку за процедуру одного удара нанесли дважды удар (пропих).
  - Биток катится с помощью кия, а не летит после удара (т.е. кий следует за битком, не разрывая контакт).
- Фолы игрока:
  - Игрок коснулся битка чем-либо ещё, кроме наклейки кия.
  - Игрок коснулся любого шара чем-нибудь ещё, ставя биток.
  - Игрок выбил шар со стола.
  - Игрок забил биток в лузу.
  - Игрок забил чёрный шар в лузу, не заказав её предварительно и не предупредив судей и противников.
  - Игрок умышленно забил чей-то шар в лузу, когда должен был целиться в восьмёрку.
- При разбое ни один шар не загнан в лузу либо меньше четырёх шаров коснулись бортов стола. Противник может либо потребовать от игрока повторного разбоя либо же сам готов это сделать, но может также поставить биток куда угодно и продолжить игру по своему усмотрению.

## Варианты по странам

### Великобритания и Ирландия
Выделяются две наиболее популярные формы пула. В пабах используется стандартный размер стола с небольшими лузами и небольшими шарами соответственно. Биток также немного меньше в размерах, чем прицельные шары. Для игры в пул-8 и пул-9 могут использоваться и традиционные американские бильярдные столы, которые как раз и предназначены для пула-9 (партии по пулу-9 на британских столах проводят редко). Как правило, матчи проводятся либо по стандартным правилам Всемирной федерации пула-8 (WEPF), либо по правилам Всемирной ассоциации пула (WPA). Большая часть любителей играет по правилам пабов, которые отличаются ненамного от основных правил.
В отличие от американского варианта, в британский пул играют с шарами красного и жёлтого цветов, чёрным шаром-восьмёркой и белым битком. Диаметр шаров составляет около 5 см, биток может быть либо одного размера, либо чуть меньше. Ведущий производитель шаров — Aramith. Используются оба варианта стандартных правил WEPF и WPA, некоторые из пунктов которых игроки-любители в пабах не принимают. Так, WEPF разрешает намеренные фолы: несмотря на то, что игроку позволяется сделать ещё один ход, подобные правила считаются проявлением неспортивного поведения. С другой стороны, по правилам WPA, игроку дозволяется право на «свободный шар» (выбрать любой другой шар для удара), и игра продолжается затем как обычно. Поскольку пабы используют старые правила Английской ассоциации пула (EPA), которыми разрешается два подхода, подобное явление возмущает новичков, хотя в блэкболе намеренные фолы запрещены.
Правилами и WEPF, и WPA предусматривается фол, если игрок не забил свой шар или не попал любым шаром в борт столик. Несмотря на двоякие толкования и туманные определения, подобное правило считается приемлемым многими игроками, поскольку лишает их несправедливого преимущества и не даёт им попытаться заблокировать чей-либо потенциально результативный удар. Также есть и другие наборы правил, где используется комбинация разных правил WPA и WEPF для сочетания агрессивного и «шахматного» стилей игры.

### Индия
После зачистки стола в случае, если был зафиксирован фол со стороны заказавшего лузу игрока (например, провалился биток), игра продолжается, если у противника остался хотя бы один не забитый в лузу шар, а восьмой шар в итоге не был забит. У противника есть две попытки правильного удара, прежде чем он передаст ход игроку. В разных случаях с битком могут поступить по-разному: в случае провала битка его нужно выставить в дом, если же был другой фол, то биток не движется. В случае провала битка со стороны противника, игроку возвращается ход и даются две попытки. Если на столе остаётся только чёрный шар, любой фол со стороны игрока приведёт к поражению.

### Канада
В канадском варианте пула-8 вводятся несколько правил, согласно которым, игроку могут засчитать поражение.
- Если игрок после зачистки стола не попал по восьмому шару, то ему засчитывается поражение. Поражения не будет, если судья решит, что прицельный шар противника помешал игроку это сделать.
- Если игрок после зачистки стола загнал в лузу прицельный шар противника, то ему засчитывается поражение вне зависимости от того, был ли это правильный удар или нет.
- Если игрок после зачистки стола загнал в лузу биток, то ему засчитывается поражение вне зависимости от того, забит ли чёрный шар в лузу или нет.
- Если игрок после зачистки стола после трёх заказов лузы так и не забил чёрный шар, то ему засчитывается поражение.

Сплит в канадском варианте считается фолом, если в лузы были забиты два шара разных групп (впрочем, если обе лузы были предварительно заказаны, то сплит может не считаться фолом). Фолом считается дабл-кисс, когда биток дважды сталкивается с шаром при одном и том же ударе.

### Латинская Америка
Треугольники, с помощью которых шары выстраиваются в пирамиду, изготавливаются из резины и являются гибкими, вследствие чего выстроить ровную пирамиду не получается, а шары часто оказываются неровными. Размещение шаров является абсолютно случайным в латиноамериканском варианте. Однако главным отличием пула-8 в Латинской Америке является то, что удары не заказываются (наподобие британского пула), а флюки не считаются фолами (что применяется только в Американской ассоциации игроков в пул). За исключением Бразилии, во всей Латинской Америке если и разрешается ставить биток после фола, то только на территорию «дома», что затрудняет игроку выполнить удар, если в «доме» находятся шары противника.
В Латинской Америке распространён такой вариант, как «последняя луза», в которой каждому игроку необходимо загнать чёрный шар в ту же лузу, что и был загнан последний прицельный шар, при этом разрешается не более одного (или двух раз) отправить биток в лузу после зачистки стола. В таком случае при первом (или втором) попадании битка в лузу просто происходит переход хода к противнику, но условие поражения в случае забивания чёрного шара не в заказанную лузу или его вылет со стола остаётся в силе. Эта версия пула-8 получила большое распространение в США благодаря выступлениям проживающих там латиноамериканцев, однако для победы в такой игре необходимо тщательно продумывать стратегию — считается, что выиграть в такой разновидности пула «всухую» (не дав противнику сделать ни единого удара) труднее в пять раз, поэтому игроки в пул предпочитают не выбирать такой вариант игры. Особенно важными являются забивания заключительных шаров, чтобы игра не затянулась надолго.
В Южной Америке действует правило, по которому шар под номером 1 надо забить в правую лузу от того, кто делает разбой, а 15-й шар — в левую лузу. Правило снижает шансы на то, чтобы выиграть партию без промахов. Позиция играет большую роль в таком варианте, а стратегия игры должна учитывать обязательно это требование, чтобы не дать противнику ни шанса. Шары под номерами 1 и 15 располагаются за шаром 8, в центре пирамиды (шар номер 1 слева, шар номер 15 справа — со стороны разбивающего). Такой вариант с «последней лузой» считается фактически единственным вариантом пула-8, в который играют в Мексике и в принципе на границе с США. Ещё один южноамериканский вариант предусматривает, что постановку битка в произвольной точке стола можно делать только, если биток залетит в лузу; все остальные фолы означают просто переход хода.
Партии в Мексике играются не на столах с монетоприёмным устройством, как распространено в барах. Ещё одним отличием в Мексике является то, что некоторые игроки ставят восьмой шар на вершину пирамиды, обращённую к игроку. Если восьмой шар будет загнан в лузу первым же ударом, это гарантирует победу в пуле-8, только если матч проводится не по международным правилам. При этом забитые в результате фола прицельные шары своей же группы возвращаются на стол (чаще на ту точку, где находились перед неправильным ударом). При этом пул проигрывает по популярности трёхбортному карамболю, популярному как среди юношей и девушек, так и среди взрослых людей (представителей рабочего класса); хотя в самой Мексике ходит городская легенда о игроке по прозвищу «Эль Моторе», который с завязанными глазами был способен 20 раз подряд загнать в лузы все нужные ему шары.
В бразильском варианте пула иногда за фол в лузу отправляется шар группы противника, обладающий наименьшим номером. Биток остаётся на том месте, где остановился. Если же в лузу залетит биток, то его ставят примерно туда, где на столе для снукера располагается сектор D (не выходя за пределы бильярдного «дома»).

### Новая Зеландия
Правила новозеландского пула близки к британскому блэкболу, но там используются пронумерованные шары. D-сектор рисуется на столе так же, как и при игре в снукер; игрок должен в этом секторе размещать биток как перед-разбоем, так и после попадания битка в лузу. Из D-сектора можно бить в любом направлении. Если на столе не нарисован сектор D, то биток нужно выбивать из дома вне зависимости от того, есть ли в доме прицельные шары «своей» группы. Иногда в случае фола противник получает одно или два права на попадание битком в лузу (зависит от организаторов).
Существует также правило «номинации»: если игроку мешает шар под номером восемь, то игрок может выбрать прицельный шар противника и ударить по нему, однако если шар залетит в лузу, игроку засчитают поражение.

### Пакистан
Если в ходе игры игрок не сумел попасть по своей группе прицельных шаров либо задел битком шар противника, у последнего появляются два права на удар (если же стол зачищен — то только один удар). Биток не ставится при этом в произвольную точку стола, а остаётся на месте. Если же биток вылетел в лузу, то противник может ставить биток только в секторе D (бить можно при этом в любом направлении). Выбивание шара со стола не влечёт никакого наказания, тот лишь ставится на прежнее место и игра продолжается. Для шара-«восьмёрки» должна быть заказана луза, а удар должен быть нанесён чисто без лишних столкновений с другими шарами (если они не оговорены предварительно).

### Россия
После зачистки стола в случае, если биток провалился в лузу или же произошёл другой фол, который не приводил к падению в лузу или вылету шара под номером 8, игра продолжается и ход переходит противнику. В случае фиксации трёх фолов подряд со стороны игроков партия считается «патовой» (то есть ничья) и переигрывается заново.

### Северная Африка
Шар под номером 1 игрок должен забить в левую от себя лузу (с той стороны, откуда производится разбой), а шар под номером 15 — в правую лузу. Часто характерно правило «последней лузы»: чёрный шар нужно забить туда же, куда был забит и шар целевой группы. В случае фолов биток не выставляется по усмотрению игрока туда, куда он пожелает.

### США

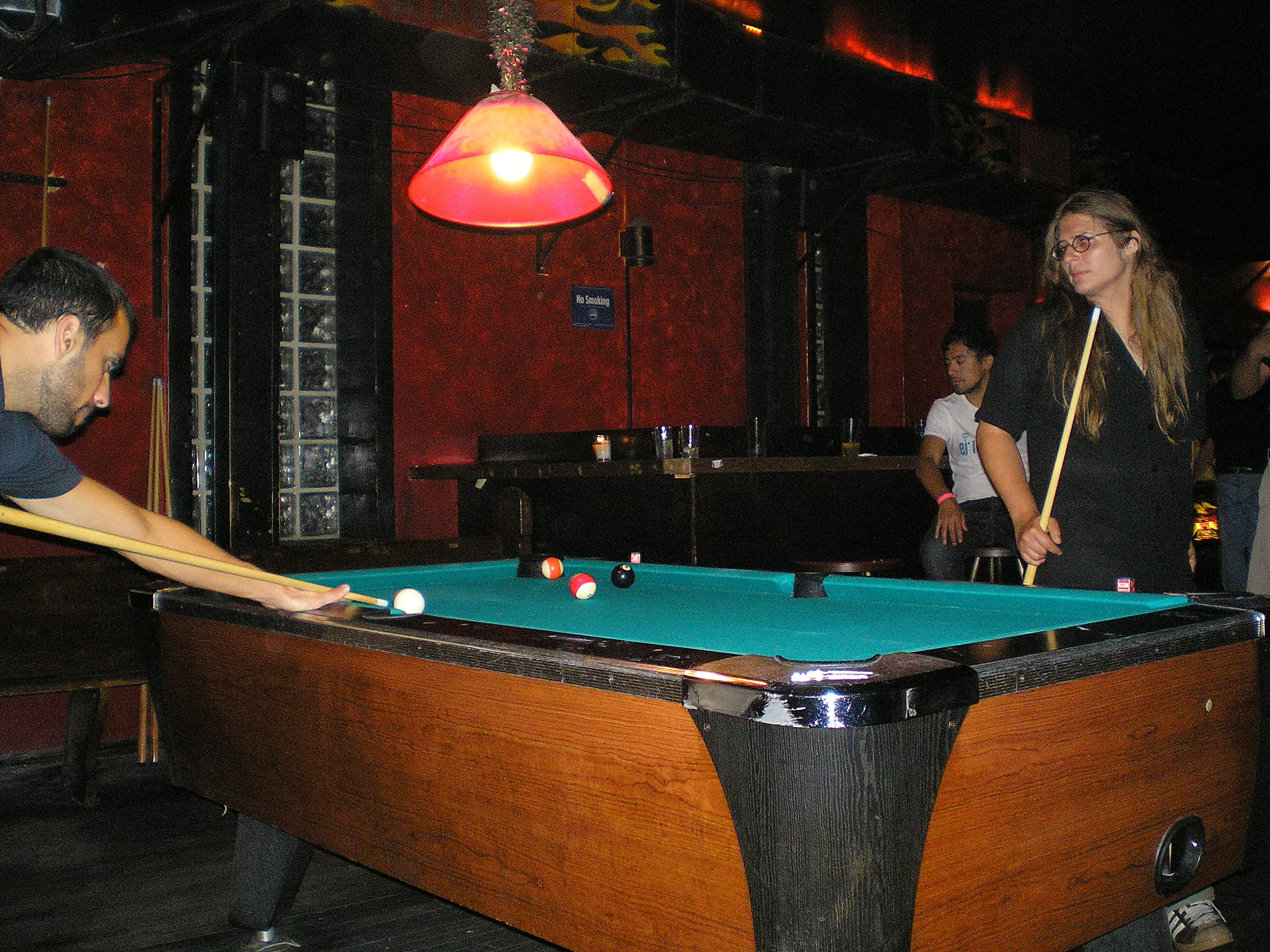
Партия в пул-8 в Нью-Йорке, 2006 год

В американских барах игра, которую называют «straight eight» и которую проводят на монетоприёмных столах, подразумевает часто заказ ударов перед их выполнением (то есть по какому шару будут бить и куда именно, а также в каком порядке). Если удар был произведён не так, как заказывалось, то это оборачивается фолом для игрока (без произвольной установки битка) и переходом хода к противнику; если же в результате этого удара в лузу был забит восьмой шар, то игру засчитывается поражение. Однако в барах нередко отказываются от этих правил.
При разбое переход хода происходит, если не было забито ни одного шара, либо забито одинаковое количество прицельных шаров из каждой группы, либо забит биток. Если было забито неодинаковое количество шаров, то игрок будет бить по группе тех шаров, которых упало больше в лузы. Стол остаётся чаще открытым, что является важным отличием от стандартных правил WPA. Если игра идёт не на деньги, то игрок, сделавший неудачный разбой, повторяет его. Фолы, в ходе которых биток не проваливается, приводят лишь к переходу хода, а биток остаётся на месте. Если же биток провалился, то его можно поставить только в доме в любой точке. В целом варианты последствий фолов за попадание по восьмёрке меняются организаторами: иногда любой фол при попадании по восьмёрке (без забивания) чреват поражением, а иногда забивание восьмёрки ограничивается лишь фолом. Также есть варианты, когда поражением оборачивается забивание чёрного шара и шара противника, либо же попадание по восьмёрке и провал битка. Положения о том, что считается фолом, также варьируются в разных сводах правил. Перескоки считаются законными в целом (в WPA они запрещены), но если биток останавливается в упор перед прицельным шаром, это могут в редких случаях признать фолом.
Особенности американского пула-8 также включают следующие пункты в разных сводах правил:
- поражение игроку, если со стола слетит биток;
- попадание битка в лузу при разбое также влечёт за собой поражение;
- попадание восьмёрки в лузу при разбое означает автоматически победу игрока;
- при ударе игрок должен выражать явное намерение забить шар в лузу;
- перескоки в некоторых сводах правил запрещены;
- массе-удары (massé) запрещены;
- восьмёрка не может участвовать ни в каких комбинациях;
- восьмёрку необходимо забивать чисто без контактов с другими шарами;
- в случае непопадания по своему шару противник может поставить биток в любое другое место в доме;
- непопадание по восьмёрке при заказанной лузе ведёт к поражению;
- сплит при попадании одновременно по шарам разных групп допустим.

В варианте «Bank-the-8», типично американском варианте на монетоприёмных столах, восьмёрка должна обязательно срикошетить от бортика в заказанную лузу. Игрок может до начала игры или по ходу её договориться о таком условии победы; остальные правила в этом варианте не меняются. Подобное правило может считаться некорректным, если другие игроки ждут своего хода. Ещё одним американским вариантом является «последняя луза», когда забить чёрный шар надо в ту же лузу, в которую был забит и последний прицельный шар (иначе говоря, она автоматически заказывается игроками), и этот вариант обрёл большую популярность в Мексике.
Возможно, на развитие пула-8 оказал влияние пул-9, в котором при выстраивании группы шаров ближе всего к разбивающему должен быть шар под номером 1 — в американском пуле-8 аналогично шар под номером 1 ставят на вершину пирамиды, направленную в сторону битка. «Сплошные» шары расположены на вершинах пирамиды и чередуются с полосатыми, что противоречит официальным правилам как WPA, так и других организаций (кроме Американской ассоциации игроков в пул, APA)

## Схожие игры

### Британский вариант
В Великобритании существует похожая игра под названием блэкбол, на создание которой повлияли традиционный английский бильярд и снукер и которая стала популярной среди любителей в Великобритании, Ирландии, Австралии и других странах. Как и в американской «восьмёрке», существуют множество сводов правил по этой игре. Главными отличиями являются отсутствие нумерации на шарах (кроме восьмого чёрного) и более крупные лузы, использование нескольких типов механических мостиков и отсутствие разметки на большинстве столов. Отличия от правил традиционной «восьмёрки» есть по множеству пунктов, в том числе и по фолам, но принцип остаётся тем же — загнать шары своей группы в лузы раньше противника. В Великобритании главная ассоциация по этому виду спорта — Английская ассоциация пула, признанная Спортивным советом.

### Ротация-8
Комбинацией пула-8 и ротации является ротация-8, в которой игроки должны загонять цветные шары в лузы по порядку, забивая восьмой шар последним. Тот, кто загоняет «сплошные» шары, должен первым загнать шар 1, а последним — шар 7; забивающий «полосатые» начинает с шара 15 и заканчивает шаром 9. Затем уже идёт борьба за шар 8.

## Чемпионы
Карл Бойес — чемпион мира по «8» в 2010 году, он выиграл в финале у Нильса Файена со счётом 13:12. Третье место при этом занял игрок из России Руслан Чинахов.